# Open (album, Steve Hillage)
Open je šesté sólové studiové album britského kytaristy Stevea Hillage, vydané v roce 1979 u vydavatelství Virgin Records. Nahráno bylo v srpnu 1979 ve studiu Ridge Farm. Později vyšla reedice alba na CD doplněná o studiové skladby z koncertního alba Live Herald.

## Seznam skladeb
| Pořadí | Název               | Autor                           | Délka |
| ------ | ------------------- | ------------------------------- | ----- |
| 1.     | Day After Day       | Steve Hillage, Miquette Giraudy | 6:17  |
| 2.     | Getting in Tune     | Hillage                         | 3:16  |
| 3.     | Open                | Hillage, Giraudy                | 5:16  |
| 4.     | Definitive Activity | Hillage, Giraudy, Andy Anderson | 4:43  |
| 5.     | Don't Dither Do It  | Hillage                         | 5:04  |
| 6.     | The Fire Inside     | Hillage, Giraudy                | 6:15  |
| 7.     | Earthrise           | Hillage                         | 8:34  |

## Obsazení
- Steve Hillage – kytara, vokodér, sekvencer, syntezátory, zpěv
- Andy Anderson – bicí, perkuse, gong, vokodér
- Paul Frances – baskytara
- Miquette Giraudy – syntezátory, vokodér, zpěv
- Dave Stewart – kytara, zpěv